# 용암리 지석묘군
용암리 지석묘군은 전북특별자치도 완주군에 있는 고인돌 군이다. 2018년 2월 22일 완주군의 향토문화재 제3호로 지정되었다.

## 지정 사유
용암리 지석묘군은 봉실산을 배경으로 총 3기의 지석묘가 군집을 이루고 있고, 그 중 1기의 상석에 150여개 이상의 성혈이 확인되고 있어 청동기시대 이 지역에서 활동했던 세력의 규모와 신앙생활 등을 엿볼 수 있는 고고‧민속학적 가치가 인정돼 향토문화재로 지정됐다.